# Molinges
Molinges là một xã trong vùng hành chính Franche-Comté, thuộc tỉnh Jura, quận Saint-Claude, tổng Saint-Claude. Tọa độ địa lý của xã là 46° 21' vĩ độ bắc, 05° 45' kinh độ đông. Molinges nằm trên độ cao trung bình là 360 mét trên mực nước biển, có điểm thấp nhất là 334 mét và điểm cao nhất là 686 mét. Xã có diện tích 2.57 km², dân số vào thời điểm 2004 là 675 người; mật độ dân số là 263 người/km².

## Thông tin nhân khẩu
| 1962 | 1968 | 1975 | 1982 | 1990 | 1999 |
| ---- | ---- | ---- | ---- | ---- | ---- |
| 452  | 491  | 533  | 534  | 524  | 596  |